# ایوان ال. مودی
ایوان لویز گرینینگ (به انگلیسی: Ivan Lewis Greening) متولد ۷ ژانویه ۱۹۸۰، (۱۷ دی ۱۳۵۸) در دنور، کلرادو خواننده آمریکایی گروه فایو فینگر دث پانچ است.